# Prócer del Reino
Prócer del Reino era un cargo político y dignidad nobiliaria del Reino de España, creado con el Estamento de Próceres por el Estatuto Real de 1834.

Art. 6. La dignidad de Prócer del Reino es hereditaria en los Grandes de España. 
Art. 7. El Rey elige y nombra los demás próceres del Reino, cuya dignidad es vitalicia. 
(...)
Art. 10. La dignidad de Prócer del Reino se pierde únicamente por incapacidad legal, en virtud de sentencia por la que se haya impuesto pena infamatoria.

Con distintas denominaciones y funciones, la institución parlamentaria que servía de Cámara alta continuó existiendo hasta 1931. Su supresión por la Segunda República Española, y su no continuidad durante el franquismo vació el título de todo contenido efectivo en cuanto a poder político. El Senado que se constituyó en 1977 tuvo senadores de designación real, pero no vitalicios, ni con ningún tipo de título hereditario asociado. La institución posterior, regulada por la Constitución española de 1978, no incluye senadores de designación real.

## Características
La dignidad de Prócer del Reino conllevaba el tratamiento de Excelencia. Con objeto de equiparar a los próceres con los miembros de otras cámaras altas europeas, en julio de 1834, se les dotó de una uniformidad, previendo dos tipos de uniformes: uno de diario y otro de ceremonia. Este último tipo estaba inspirado por el traje que el romanticismo atribuía a los antiguos ricoshombres de Castilla y Aragón.
La dignidad de Prócer del Reino está justo por debajo de la Grandeza de España en la jerarquía nobiliaria española.

## Próceres del Reino
1834 
- BODEGA MOLLINEDO, Manuel de la
- CUADRA, Ambrosio de la
- NAVARRO SANGRÁN, Joaquín, Conde de Casa Sarriá, Miembro de la Real Orden de San Fernando y del Mérito.[5]
- GIRÓN Y DE LAS CASAS, Pedro Agustín, I Duque de Ahumada y IV Marqués de las Amarillas, fue presidente del Estamento de Próceres (1834).[6]
- RAMO DE SAN BLAS LAOZ, Lorenzo, Obispo de Huesca.
- VIVES Y PLANES, Francisco Dionisio.
- ÁLVAREZ GUERRA PEÑA, Juan
- OZORES DE LA ESPADA, Juan Nepomuceno, VII Conde de Priegue.
- FRAILE Y GARCÍA, Manuel, Patriarcado de las Indias Occidentales.
- HEREDIA Y BEGINES DE LOS RÍOS, Narciso, I Marqués de Heredia y II Conde de Heredia-Spínola.
- VILLANUEVA BARRADAS, Francisco Javier, X Conde de Atares, VI Marqués de Villalba.
- MORILLO Y MORILLO, Pablo, I Conde de Cartagena y I Marqués de la Puerta.
- MARTÍNEZ MARTÍNEZ, Antonio
- EZPELETA ENRILE, José María de, II Conde de Ezpeleta.
- GIL DE LA CUADRA, Ramón
- FREIRE DE ANDRADE Y ARMIJO, Manuel, I Marqués de San Marcial.
- DESPUIG ZAFORTEZA, Ramón de, V Conde de Montenegro.
- RUÍZ DE MOLINA Y CAÑAVERAL, José Francisco de Paula, Conde de Clavijo.
- FERNÁNDEZ DE CÓRDOBA Y BENAVIDES, Luis Joaquín, XIV Duque de Medinaceli.
- PUIG DE SAMPER, José María
- LIÑÁN Y MORELLÓ, Mariano, Obispo de Teruel.
- SILVA Y FERNÁNDEZ DE CÓRDOBA, Cayetano de, IX Conde de Salvatierra.
- RIVES Y MAYOR, Ignacio, Arzobispo de Burgos.
- TAVIRA, José Francisco, Marqués del Cerro de la Cabeza.
- IBAR NAVARRO, Justo María
- LÓPEZ PELEGRÍN MARTÍNEZ, Ramón
- CHÁVEZ VILLARROEL, Mariano, I Duque de Noblejas.
- GARCÍA DE LEÓN Y PIZARRO, José
- GONZÁLEZ CARVAJAL, Tomás José
- VENEGAS DE SAAVEDRA Y RODRÍGUEZ DE ARENZANA, Francisco Javier, I Marqués de Reunión de Nueva España.
- MILÁN DE ARAGÓN, Joaquín, Marqués de Albaida y Marqués de San José.
- GONZÁLEZ VALLEJO, Pedro, Arzobispo de Toledo y Obispo de Mallorca.
- CLEMENCÍN Y VIÑAS, Diego
- FONTE Y HERNÁNDEZ MIRAVETE, Pedro José, Arzobispo de México.
- ÁLAVA Y ESQUIVEL, Miguel Ricardo de
- GONZÁLEZ CASTEJÓN, Francisco, I Conde de Castejón de Ágreda.
- GARCÍA HERREROS, Manuel
- PARGA Y PUGA, Jacobo María
- AGUILERA Y CONTRERAS, Fernando, XV Marqués de Cerralbo.
- SILVA FERNÁNDEZ DE HÍJAR Y REBOLLEDO DE PALAFOX, José Rafael, XII Duque de Híjar.
- SILVA BAZÁN, José Gabriel, X Marqués de Santa Cruz.
- PÉREZ DEL PULGAR Y RUIZ DE MOLINA, Fernando, VI Marqués del Salar.
- PATIÑO RAMÍREZ DE ARELLANO, Luís María, V Marqués de Castelar.
- CANO MANUEL Y RAMÍREZ DE ARELLANO, Antonio
- FERNÁNDEZ NAVARRETE Y JIMÉNEZ DE TEJADA, Martín
- VALDÉS FLORES, Cayetano
- POSADA RUBÍN DE CELIS, Antonio, Patriarcado de las Indias Occidentales. Obispo de Murcia y Obispo de Cartagena.
- BURGOS OLMO, Francisco Javier de
- MARTÍNEZ DE PINILLOS Y CEBALLOS, Claudio, II Conde de Villanueva.
- ARANDA Y SALAZAR, Fernando, IX Conde de Humanes.
- STUART FITZ JAMES Y SILVA, Carlos Miguel, XIV Duque de Alba de Tormes, VII Duque de Berwick-On-Tweed y VII Duque de Liria y Jérica.
- BERNALDO DE QUIRÓS Y RODRÍGUEZ DE LOS RÍOS, Antonio, VII Marqués de Monreal y VI Marqués de Santiago.
- ÁGUILA ALVARADO, Luis del, Marqués de Espeja.
- GAYOSO DE LOS COBOS Y TÉLLEZ GIRÓN, Francisco, XIII Marqués de Camarasa.
- GUZMÁN Y DE LA CERDA, Diego de, XX Duque de Nájera, VIII Marqués de Montealegre, XV Conde de Paredes de Nava, XV Conde de Oñate y otros.
- BALANZAT DE ORBAY Y BRIONES, Luis
- BERTHIER VAILLANT Y DE LAS CUEVAS, Juan Bautista, II Marqués de la Candelaria de Yarayabo.
- RAMOS GARCÍA, Vicente, Obispo electo de Almería.
- PRADO DE NEYRA, José María, I Marqués de San Martín de Hombreiro.
- BONEL Y ORBE, Juan José, Arzobispo de Toledo.
- GUADALFAJARA Y AGUILERA, Prudencio, I Duque de Castro-Terreño.
- PEZUELA Y SÁNCHEZ, Ignacio de la
- TÉLLEZ DE GIRÓN Y BEAUFORT, Pedro de Alcántara, XIV Duque del Infantado y XI Duque de Osuna.
- MORA OVIEDO CASTILLEJO, Antonio de, I Conde de Santa Ana.
- RODIL Y GAYOSO, José Ramón, I marqués de Rodil.
- RIVADENEYRA, José Antonio, Obispo de Valladolid.
- FERNÁNDEZ DE VELASCO BENAVIDES, Bernardino, XIV Duque de Frías y IX Duque de Uceda.
- FERNÁNDEZ DEL PINO, Francisco, I Conde de Pinofiel.
- CASTAÑOS Y ARAGORRI, Francisco Javier, I Duque de Bailén, fue presidente del Estamento de Próceres.
- GOYENECHE Y BARREDA, José Manuel de, I Conde de Guaqui.
- PÉREZ DE CASTRO, Evaristo
- CAFRANGA, José de
- QUINTANA, Manuel José
- FERNÁNDEZ DE CÓRDOBA Y PACHECO, Joaquín, X Marqués de Malpica.
- ARANGUREN GAYTÁN DE AYALA, Manuel María, Conde de Monterrón.
- SOUSA DE PORTUGAL Y GUZMÁN, Isidro Alfonso, XIV Marqués de Guadalcázar.
- ELIO Y JIMÉNEZ NAVARRO, Francisco Javier, VI Marqués de Vessolla.
- GUILLAMAS GALIANO, Mariano de, IX Marqués de San Felices y VII conde de Alcolea de Torote.
- ÁLVAREZ DE LAS ASTURIAS BOHORQUES Y CHACÓN, Mauricio, II Duque de Gor.
- FERNÁNDEZ DE VILLAVICENCIO CAÑAS Y PORTOCARRERO, Lorenzo, III Duque de San Lorenzo de Vallehermoso.
- ARMADA GUERRA, Juan, V Marqués de Santa Cruz de Rivadulla.
- CERNECIO Y PALAFOX, José Máximo, Conde de Parsent.
- ROCA DE TOGORES Y CARRASCO, Juan, III Conde de Pinohermoso.
- ARIAS DÁVILA Y MATHEU, Juan José Mateo, XII Conde de Puñonrostro y VIII Marqués de Maenza.
- SAAVEDRA RAMÍREZ DE BAQUEDANO, Ángel, III Duque de Rivas de Saavedra.
- PÉREZ OSORIO Y ZAYAS, Nicolás, XVI Marqués de Alcañices y XV Duque de Alburquerque.
- PANDO FERNÁNDEZ DE PINEDO, Manuel de, IV Marqués de Miraflores.
- ARANGO Y PARREÑO, Francisco de,  I Marqués de la Gratitud
- WALL MANRIQUE DE LARA, Santiago, II Conde de Armíldez de Toledo
- ÁLAVA y ESQUIVEL, Miguel Ricardo de

1835
- TÉLLEZ GIRÓN PIMENTEL, Pedro de Alcántara, II Príncipe de Anglona y IX Marqués de Javalquinto.
- QUERALT Y SILVA, Juan Bautista María, VIII Conde de Santa Coloma.
- REBOLLEDO DE PALAFOX Y MELCI. José, I Duque de Zaragoza.

1836
- GARELLY BATTIFORA, Nicolás María